# Teysir Subhi
Teysir Subhi, född 14 april 1987 i Backa församling, Göteborgs och Bohus län, är en svensk politiker. Hon var partiledare för Feministiskt Initiativ mellan mars 2021 och april 2023. Uppdraget delade hon inledningsvis med Farida al-Abani men mellan februari 2022 till april 2023 innehade hon posten själv. Hon var även ledamot av kommunfullmäktige i Göteborgs kommun. Subhi arbetar som lärare vid sidan om sina politiska uppdrag. 
2006 deltog Subhi i realityserien Toppkandidaterna som sändes i Sveriges Television.